# Система управління військами
Систе́ма управлі́ння війська́ми — організаційно-технічна основа управління військами (силами). Вона включає:
- органи управління,
- пункти управління,
- засоби управління — зв'язок та комплекси автоматизованого управління, а також інші спеціальні засоби.

## Основні складові системи управління військами
Орган управління військами — це організаційно-штатні або створені тимчасово штаби, колективи, окремі посадові особи, що наділені правами і обов'язками щодо керівництва військами (силами) у мирний і воєнний час.
Пункт управління військами — це спеціально обладнані і оснащені технічними засобами місця, звідки командир з офіцерами штабу та іншими органами управління здійснює керування підрозділами, частинами (з'єднаннями) при підготовці і в ході бойових дій (операцій) або під час бойового чергування.
Система зв'язку включає:
- вузли зв'язку польових рухомих пунктів управління;
- опорні, допоміжні і ретрансляційні вузли (пункти);
- вузли (станції) фельд'єгерсько-поштового зв'язку, що розгортаються згідно з прийнятою системою пунктів управління.

Вимоги до системи управління:
- висока бойова готовність;
- стійкість;
- забезпечення можливості як централізованого, так і децентралізованого управління військами.

## Автоматизовані системи управління військами (АСУВ)
Для збільшення ефективності управління військами у сучасних арміях використовуються автоматизовані системи управління військами (АСУВ). Це взаємопов'язана сукупність засобів обробки інформації, передачі даних та зв'язку, яка забезпечує автоматизацію процесів збору, аналізу й оцінки обстановки, прийняття рішень, планування, доведення цих рішень до військ (сил) та контроль за ходом їх виконання. Одна з важливих складових автоматизованої системи управління військами — математичне забезпечення оперативних (тактичних) задач та моделей операцій (бойових дій).